# Sekurytyzacja (stosunki międzynarodowe)
Sekurytyzacja – to w stosunkach międzynarodowych skrajna wersja upolitycznienia, która umożliwia zastosowanie nadzwyczajnych środków w imię bezpieczeństwa. Ten kto zwraca uwagę na zagrożenie jakiegoś obiektu to aktor, który dokonuje sekurytyzacji, czyli tym samym dostrzega zagrożenie związane z przetrwaniem tego obiektu. Jest to jednoznaczne z podjęciem środków nadzwyczajnych w celu zniwelowania zaistniałego problemu.

## Termin
Termin ten został zapoczątkowany przez Copenhagen Research Group (Kopenhaska Grupa Badawcza), której założenia określił w 1983 roku teoretyk w zakresie bezpieczeństwa Barry Buzan. Inni znani badacze współpracujący z kopenhaską szkołą „SS” to m.in. Ole Wæver i Jaap de Wilde.
Dla osiągnięcia sukcesu w działaniach sekurytyzacji, konieczna jest aprobata ze strony ,,publiczności’’.
Badanie sekurytyzacji ma na celu zrozumienie ", który obiekt jest poddany sekurytyzacji, w jakiej kwestii (zagrożenia), dla kogo (obiekt odniesienia), dlaczego, z jakimi rezultatami oraz w jakich warunkach".
Termin ten został wymyślony przez Ole Wævera w 1995 roku, ale wydaje się być używany powszechne, przynajmniej w konstruktywistycznych badaniach stosunków międzynarodowych.

## Podstawowe elementy aktu sekurytyzacji
- Aktor – określenie, stwierdzenie obiektywnego faktu zagrożenia,
- Obiekt odniesienia – uzasadniony obiekt który jest zagrożony i musi być chroniony
- Akt mowy – musi być przekonujący i zaakceptowany jako problem zagrożenia bezpieczeństwa

## Skuteczna sekurytyzacja
To, że dany aktor został poddany sekurytyzacji nie oznacza wcale, że dotyczy to obiektywnej
istoty przetrwania danego państwa, ale oznacza tyle, ze ktoś z sukcesem zbudował coś na miarę
egzystencjalnego problemu. Zdolność do skutecznej sekurytyzacji w danej kwestii jest w dużej mierze uzależniona od zarówno statusu danego aktora jak i od tego czy pochodne problemy są ogólnie postrzegane jako zagrożenie dla bezpieczeństwa.
Jeśli dany przedmiot jest poddany z sukcesem aktowi sekurytyzacji, wtedy jest możliwa legitymizacja nadzwyczajnych środków w celu rozwiązania dostrzeżonego problemu. Środki te mogą obejmować ogłoszenie stanu wojennego, wyjątkowego, jak i mobilizacji wojska lub też poprzez atak na innego aktora.

## Sektory sekurytyzacji
Według Buzana, Waevera i de Wilde istnieje pięć sektorów, w których sekurytyzacja może zachodzić:
- militarny
- polityczny
- społeczny
- gospodarczy
- ekologiczny